# Владивостокский автобус
Владивостокский автобус — автобусная система в городе Владивосток, Россия.
Владивосток имеет развитую сеть городских и пригородных автобусных маршрутов. В сентябре 2022 года, после заключения трёхгодичных муниципальных контрактов, известно, что пассажиров во Владивостоке перевозят 556 автобусов выпуска 2012—2022 годов.
В городе существует 94 муниципальных маршрута, на которых работает девять перевозчиков. Обязательными требованиями к работе на муниципальных маршрутах является регулярное обновление подвижного состава, наличие камер видеонаблюдения, кондиционеров в салонах автобусов, а также систем валидации.
25 января 2013 года были открыты первые маршруты по Золотому и Русскому мостам № 15 и 15ц.
Время работы летом — 6:00-23:00.

## История
Автобусное сообщение появилось в Владивостоке в начале 1920-х годов. Первые автобусы пошли по маршрутам «Вокзал — Луговая» и «Вокзал — Первая Речка». Поначалу автобусным парком владели частники (А. С. Цабадзе и Н. И. Циркано) и различные товарищества. Первые машины были, как правило, подержанными.

## Маршрутная сеть
В данный момент в городе действует 92 постоянных и 2 сезонных маршрута. Каждый автобус подключён к системе ГЛОНАСС, отследить местоположение можно на сайте «Транспорт Приморья» и в приложении «Цифровое Приморье» для Android и iOS.
По муниципальным маршрутам ходят 556 автобусов, 196 из которых — большого класса, 224 — средних и 136 — малых. Самым длинным маршрутом (108,65 километров) является № 29Б «Океанский проспект — Бухта Боярин», он был запущен 12 декабря 2022. Самый короткий маршрут (2,9 километра) — № 37 «Сабанеева — Баляева».

## Стоимость и оплата проезда
С 1 ноября 2021 года проезд в автобусном транспорте стал дифференцирован: появилась единая транспортная карта Владивостока, но по-прежнему остались возможны способы оплаты обычной банковской картой и за наличный расчёт.
1 марта 2023 года стоимость проезда во всех городских автобусах Владивостока была проиндексирована: 32 рубля при оплате транспортной картой, 35 рублей — при оплате любой банковской картой и 40 рублей — наличными. Вместе с повышением цен в городском общественном транспорте впервые ввели билеты длительного пользования: безлимитный абонемент, дающий право ездить неограниченно в течение месяца, стоит 1920 рублей; абонемент на 40 поездок — 1216 рублей.

## Подвижной состав
С 24 марта 2010 года эксплуатировалась партия закупленных городской администрацией российских автобусов КАвЗ-4239 на самом протяжённом маршруте города «Ж/д вокзал — Угольная». Возрождено муниципальное предприятие ВПОПАТ-1, осуществляющее перевозку горожан в отдалённые пригородные районы по цене внутригородского движения. Автобусы оборудованы современными средствами для облегчения проезда инвалидов. С 26 февраля 2011 года на городские маршруты также вышли два новых автобуса MAN Lion’s City (A78) немецкого производства. Данные машины хорошо зарекомендовали себя, и было принято решение о закупке 50 таких же, в кузове A78. Первая партия из 32 автобусов пришла в город в ноябре 2011 года, и 26 декабря первые автобусы начали выходить на маршруты.

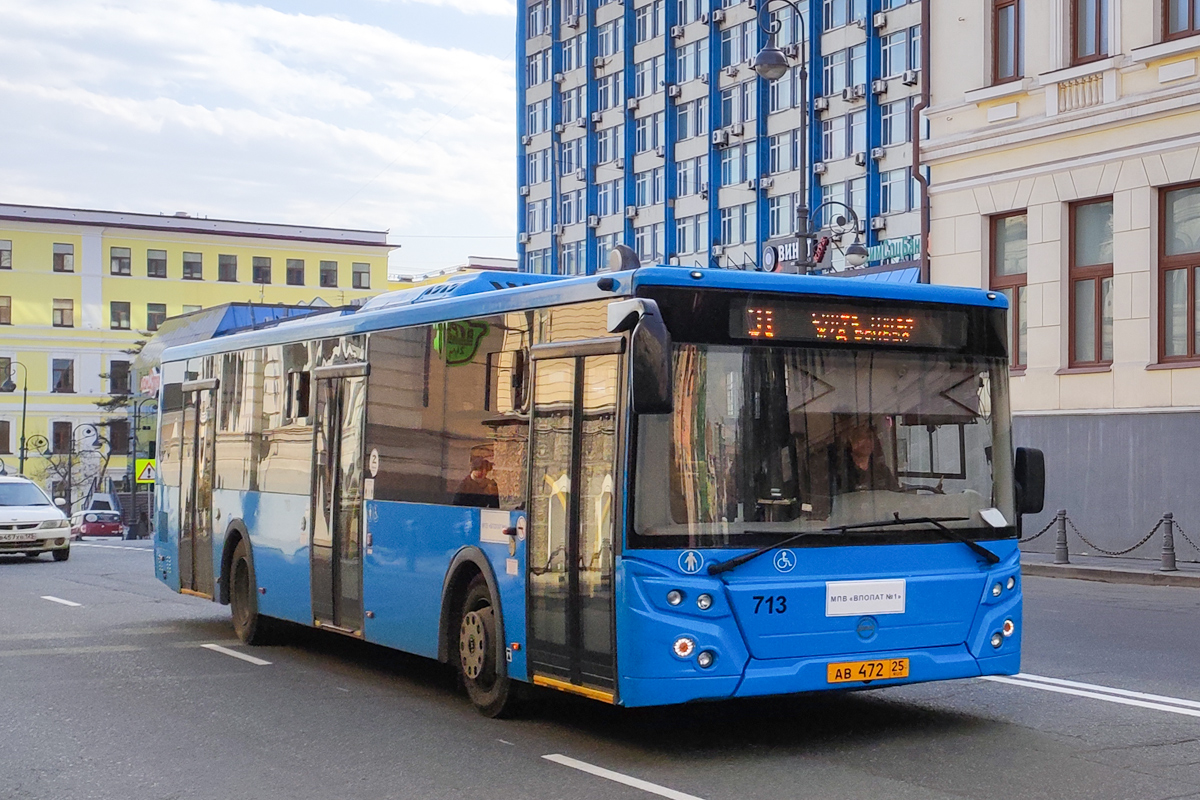
ЛиАЗ 5292.65 на маршруте № 31, апрель 2022 года. На данный момент маршрут обслуживают новые ZhongTong LCK6105HG

В августе 2019 года прибыло 17 новых низкопольных автобусов ЛиАЗ-5292. В декабре этого же года в город поступило также два электробуса ЛиАЗ-6274, вскоре принятые на баланс предприятием ОАО «Электрический транспорт» (работают с 11 сентября 2020 года на автобусном маршруте № 90).
26 октября 2020 года в городе была запущена новая маршрутная сеть. По её правилам, у всех перевозчиков должны быть автобусы не старше 10 лет. В городе стало значительно больше новых низкопольных автобусов, чем старых корейских. На данный момент у муниципального предприятия ВПОПАТ-1 около 100 автобусов в синем цвете — ЛиАЗ-5292, ЛиАЗ-4292, ПАЗ-3204 и другие.
В сентябре 2022 года администрацией города впервые были заключены контракты с перевозчиками по муниципальным маршрутам на 3 года, до 2025. Благодаря этому транспортные компании смогли планировать свои расходы и обновлять подвижной состав активнее, чем раньше. За 2022 год было приобретено около 60 новых автобусов, большая часть из которых — большого класса. Например, ООО «ДВ-ТрансСети» в октябре 2022 выпустили 15 ZhongTong LCK6105HG на маршруты 1 и 54А, а 17 декабря 2022 компания «Каслар» презентовала 28 совершенно новых ZhongTong LCK6105HG с полностью обновлённым дизайном на Центральной площади города. Автобусы такой модели (после рестайлинга) по состоянию на начало 2023 еще не эксплуатировались нигде на территории РФ, кроме Владивостока.

ZhongTong LCK6105HG  во Владивостоке
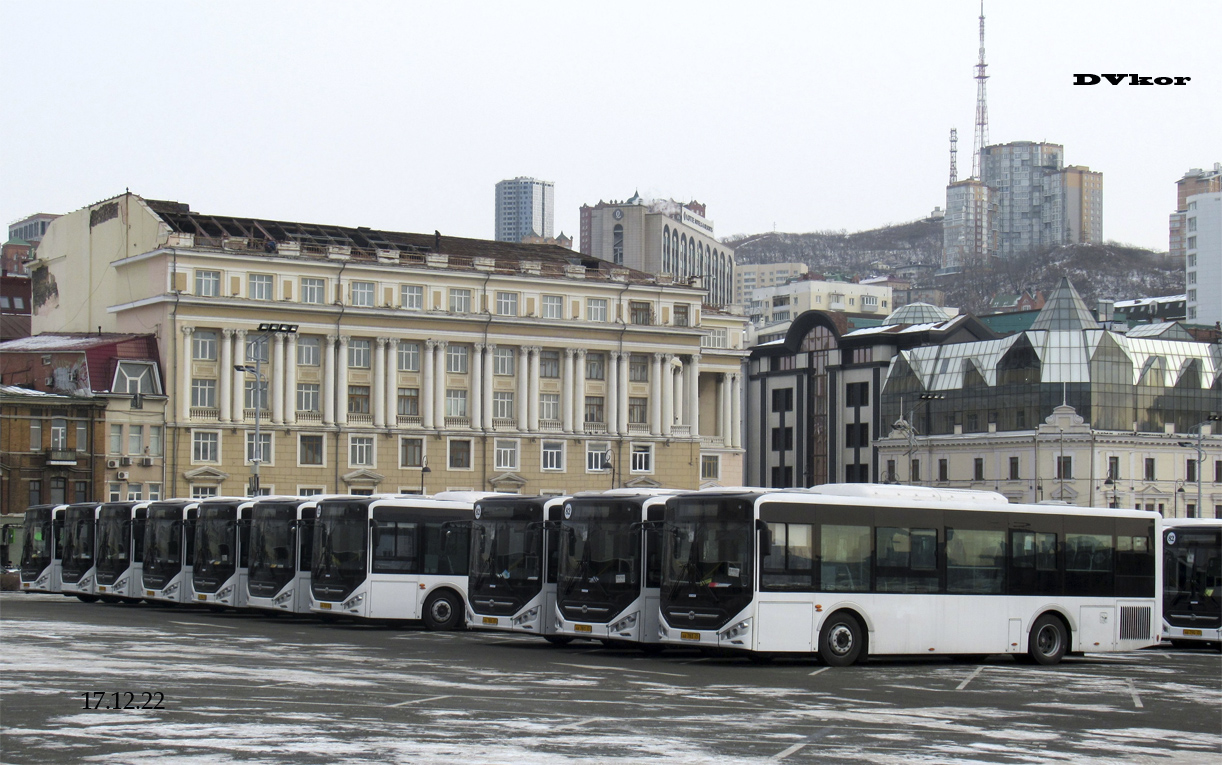
Презентация 28 новых автобусов на Центральной площади Владивостока, 17 декабря 2022 года
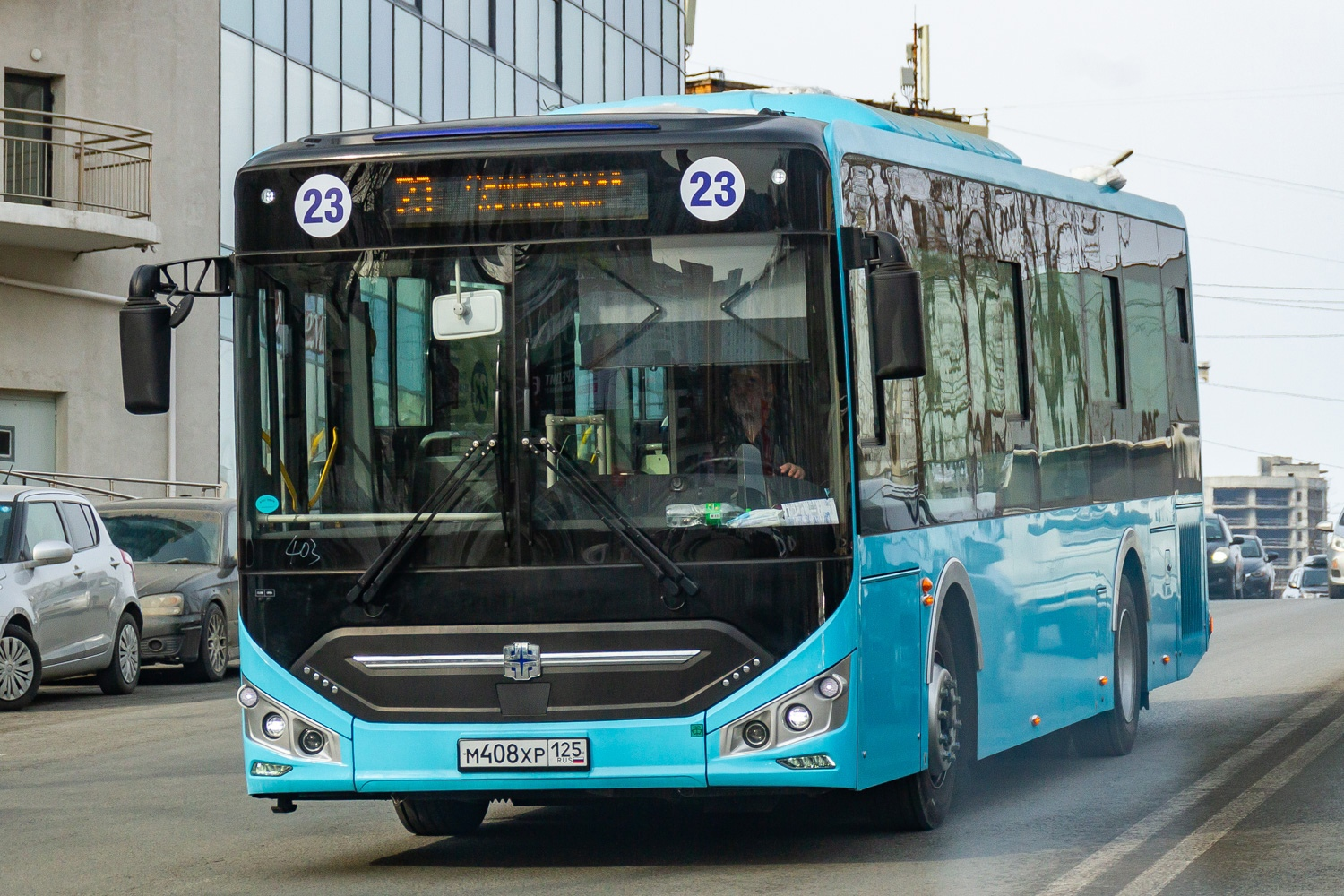
Автобус ООО «Раннер» на улице Гоголя, маршрут № 23, 29 января 2023 года
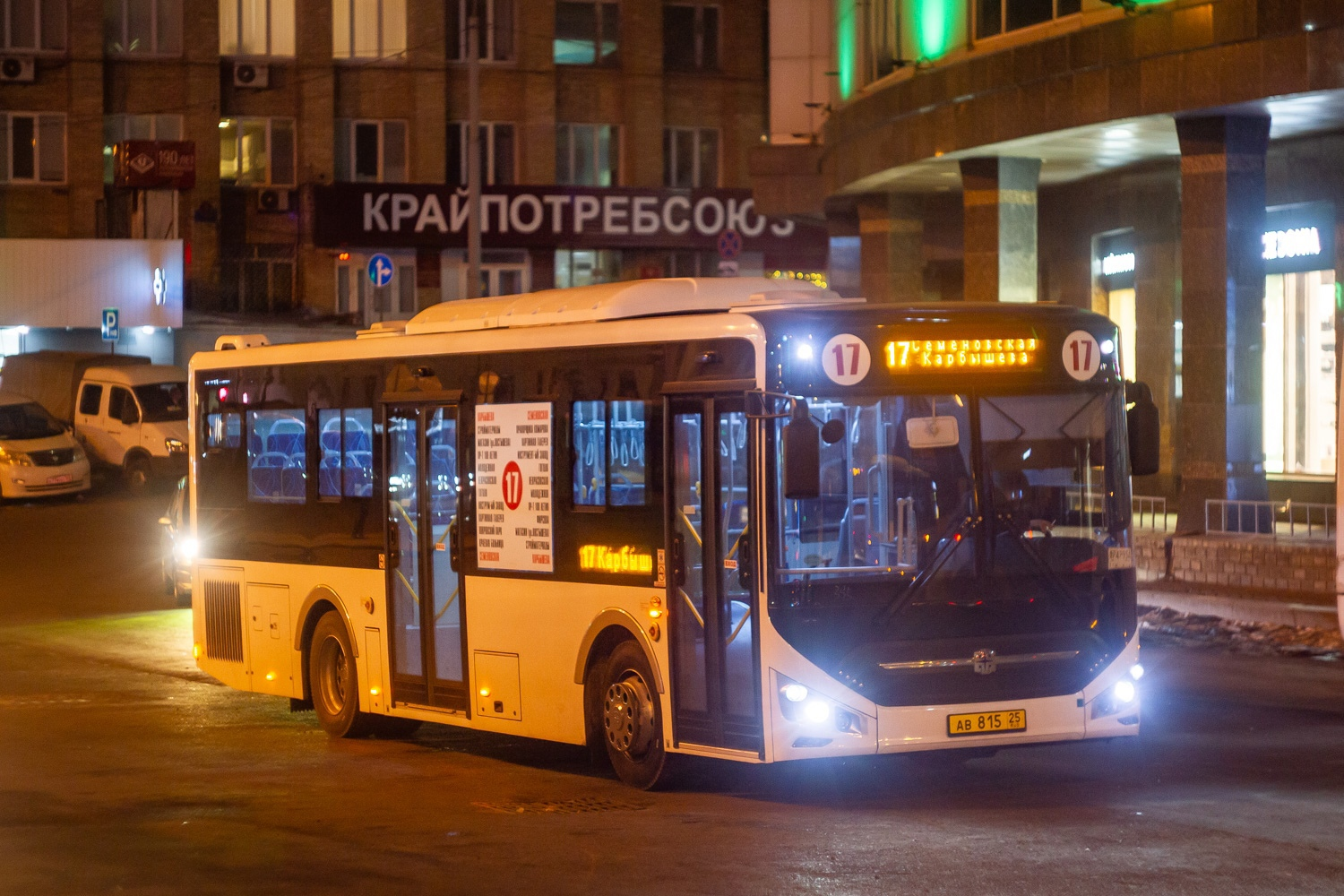
Автобус ООО «Компания „Самокат“» на Семёновской улице, маршрут № 17, 29 января 2023
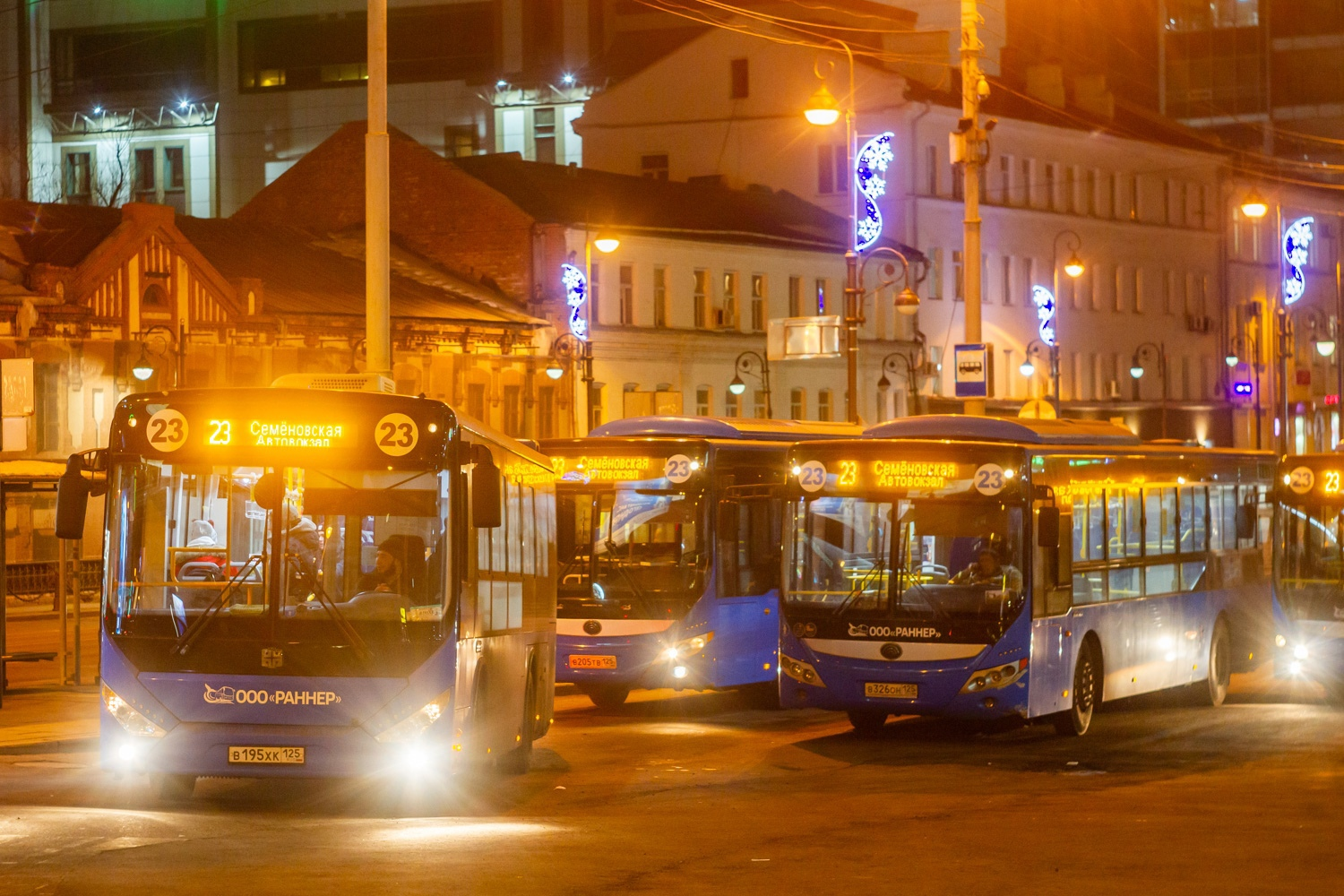
Автобусы Yutong ZK6118HGA  2020 года выпуска и ZhongTong LCK6105HG  2022 года на конечной остановке 23-го маршрута «Площадь Семёновская». Техника принадлежит ООО «Раннер»

В конце 2022 года представителями администрации Владивостока было заявлено, что планы по обновлению подвижного состава расширятся и на следующие два с половиной года действия муниципальных контрактов. Так, уже в январе 2023 года ООО «Каслар», купившая в предыдущем году 28 новых ZhongTong LCK6105HG, приобрела ещё 4 таких же автобуса, предназначенных не только для уже обновлённого 31-го, но и для пригородного маршрута № 45, протяженность которого составляет 77,74 километра.
Помимо этого, в начале 2023 ООО «Компания „Самокат“» закупила пять новых автобусов ZhongTong такой же модели для 17-го маршрута, а ООО «Раннер» выпустило один автобус этой же модели на маршрут № 23.
На конец января 2023 года в городе насчитывается 67 транспортных средств этой модели.

## Транспортная инфраструктура
Впервые о отведении выделенных полос для общественного транспорта заговорили еще более 10 лет назад, в 2011 году. Тогда на улице Светланской даже начертили разметку «выделенки», однако никто не соблюдал правила ПДД на этом участке, в связи с чем в 2016 году она была ликвидирована.
Только в 2021 году мэрия города пришла к выводу, что современный и комфортный транспорт должен иметь приоритет на городских улицах. Осенью 2022 во Владивостоке ввели первые 2,5 километра специальных полос для ОТ. Поначалу реакция автомобилистов была крайне радикальной, но со временем все участники дорожного движения приняли нововведения — этому поспособствовали и камеры, установленные на протяжении всех участков выделенных полос.

Выделенные полосы на улицах Владивостока
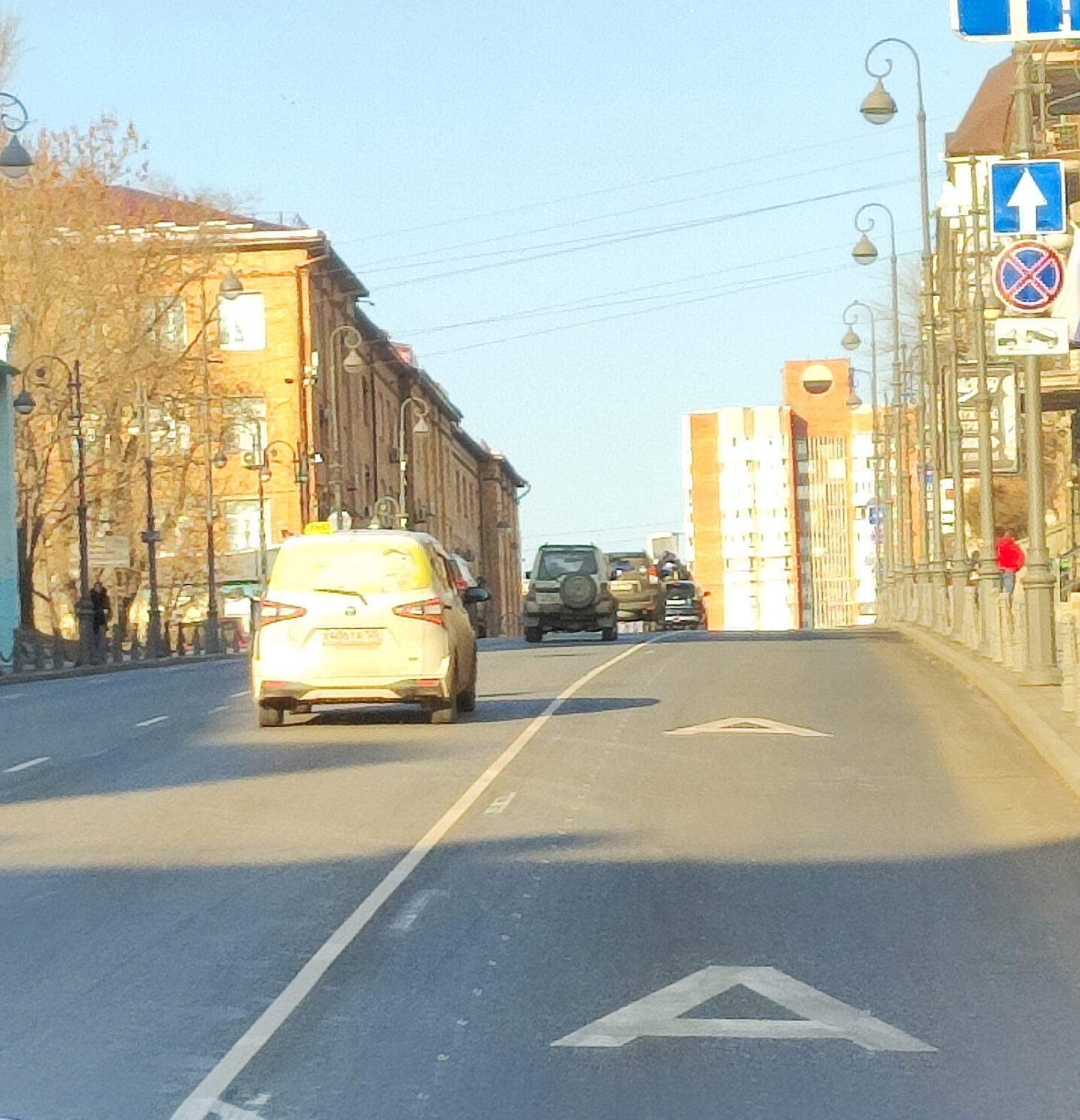
Океанский проспект
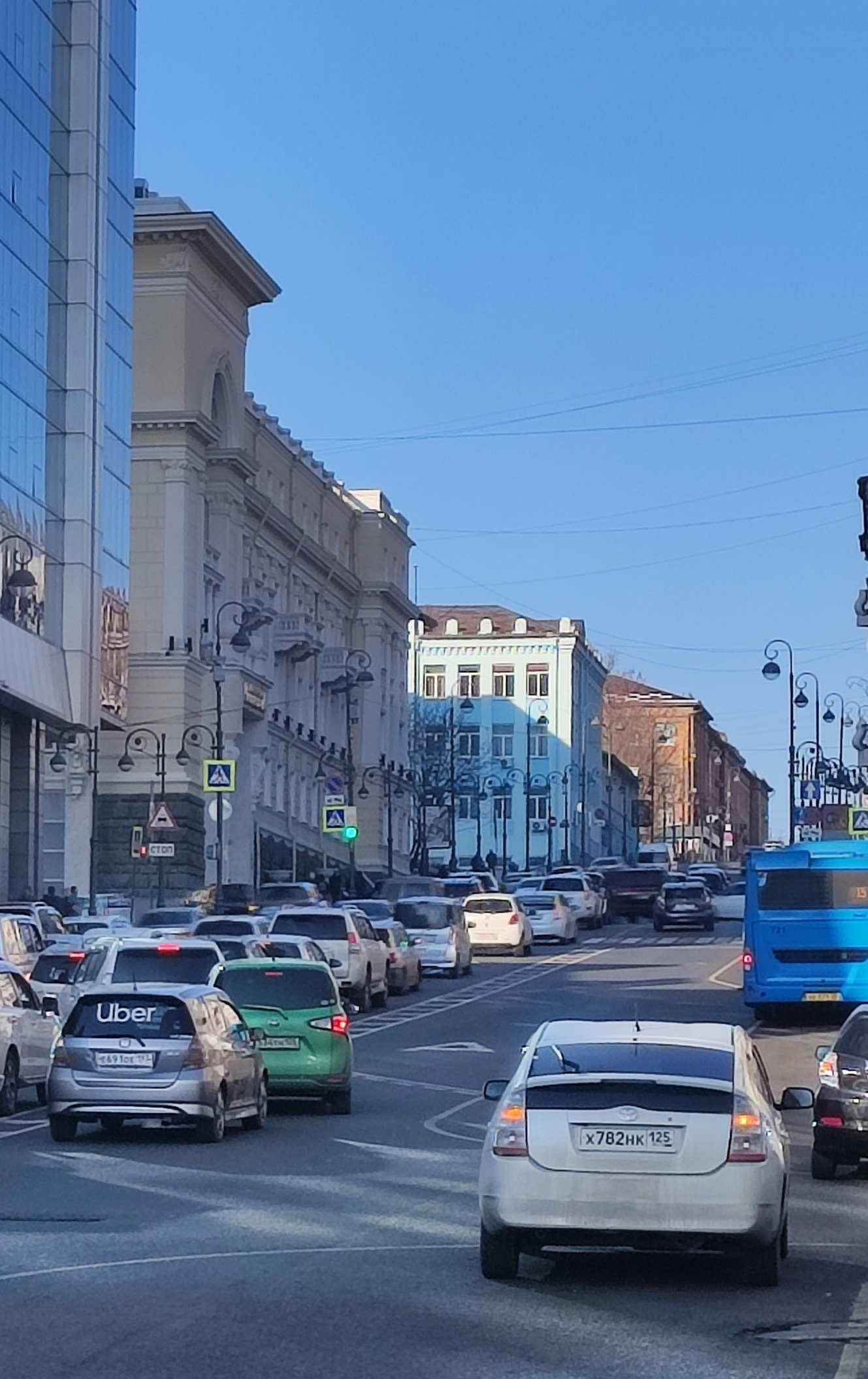
Океанский проспект

В 2023 году Центр организации дорожного движения обещает сделать около 14 километров выделенных полос для общественного транспорта.